# Carlo Follini
Carlo Follini (Domodossola, 24 agosto 1848 – Pegli, 25 febbraio 1938) è stato un pittore italiano.

## Biografia
Studiò ragioneria a Torino, successivamente si trasferì a Bologna per entrare nell'esercito, ma a 24 anni intraprese gli studi artistici presso l'Accademia Albertina e viaggiò a Venezia, Milano, Firenze e Napoli. Si specializzò nella raffigurazione di paesaggi, tra le sue opere si ricordano:
- Campagna napoletana
- La siesta
- Sui monti
- Guado
- Canal grande a Venezia
- Frasche dorate
- Silenzio verde
- La dent du Geant

Nel 1883 espose a Roma quindici studi dal vero. Dipinse Abbeveratoio alpino, oggi conservato alla Galleria Nazionale d'Arte Moderna di Roma. Considerato uno dei pregiati allievi del Fontanesi, per la sua sprezzatura e la forza e l'energia della sua colorazione nei suoi studi dalla natura. Insegno all'Accademia Albertina, dove tra i suoi allievi vi fu Romolo Ubertalli.